# Dolbogene hartwegii

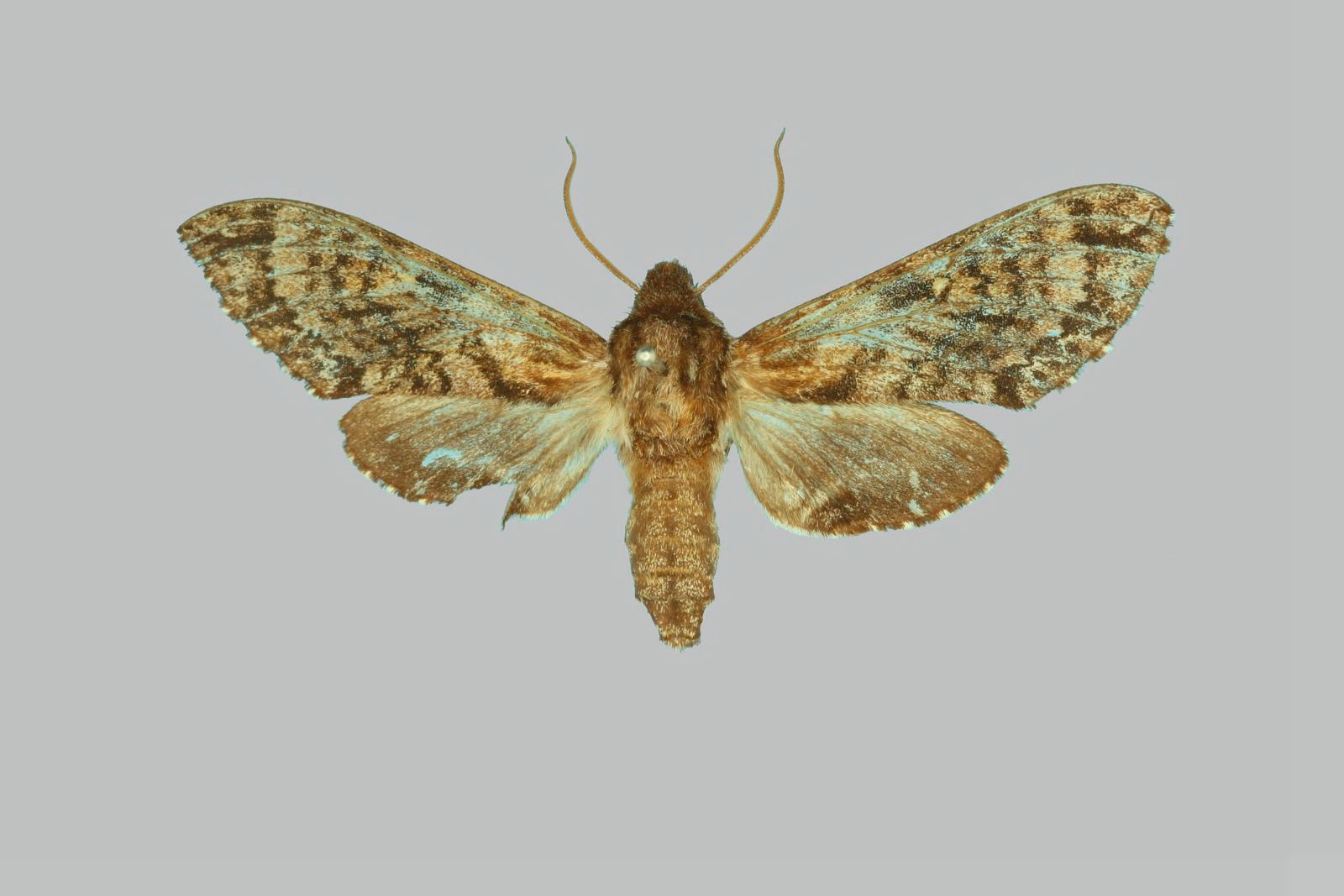
Dolbogene hartwegii, Weibchen

Dolbogene hartwegii ist ein Schmetterling (Nachtfalter) aus der Familie der Schwärmer (Sphingidae). Sie ist die einzige Art der Gattung Dolbogene.

## Merkmale
Die verhältnismäßig kleinen Falter haben eine Vorderflügellänge von 22 bis 26 Millimetern. Sie haben eine diffuse braune, graue und weiße Flügelmusterung. Auf den Vorderflügeln befindet sich ein dunkler Diskalfleck mit weißem Kern, im Analwinkel befindet sich ein weiterer, kleinerer dunkler Fleck. Die Hinterflügel sind überwiegend grau und tragen ein blasses, weißliches Postmedialband sowie einen dunklen Augenfleck im Analwinkel. Die Unterseiten beider Flügelpaare sind hellgrau, mit gut abgegrenzten dunklen Postmediallinien. Am Hinterleib verlaufen beiderseits des Rückens dunkle Längslinien vom Thorax bis zur Hinterleibsspitze. Der Thorax ist deutlich dunkler als der Hinterleib. Von der sehr ähnlichen, etwas größeren Ceratomia igualana unterscheidet sich die Art dadurch, dass diese etwas brauner und stärker gemusterte Vorderflügel besitzt. Ceratomia igualana fehlen die beiden Flecke auf den Analwinkeln der Flügel, außerdem sind bei dieser Art die Postmediallinien auf der Unterseite der beiden Flügelpaare nicht ausgebildet.

## Vorkommen und Lebensweise
Nur wenige Exemplare der Art wurden bislang gefangen, weswegen über ihre Lebensweise noch nichts bekannt ist. Man vermutet, dass die Tiere dämmerungsaktiv sind und durch künstliches Licht angelockt werden. Vorkommen sind aus dem Süden Arizonas sowie aus Mexiko nachgewiesen.

## Belege